# Saint-Maurice-Montcouronne
Saint-Maurice-Montcouronne is een gemeente in het Franse departement Essonne (regio Île-de-France) en telt 1360 inwoners (1999). De plaats maakt deel uit van het arrondissement Palaiseau.

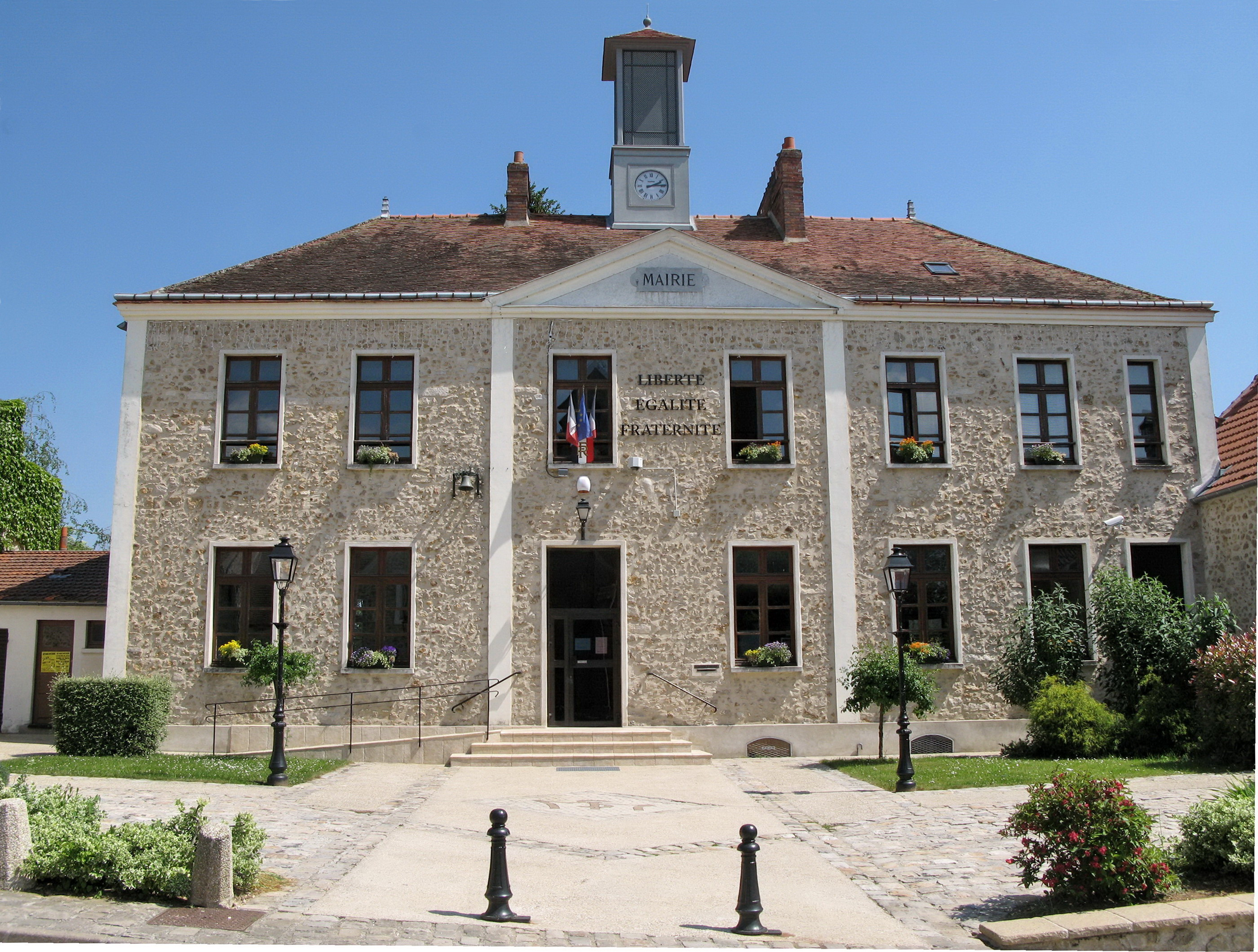
Gemeentehuis
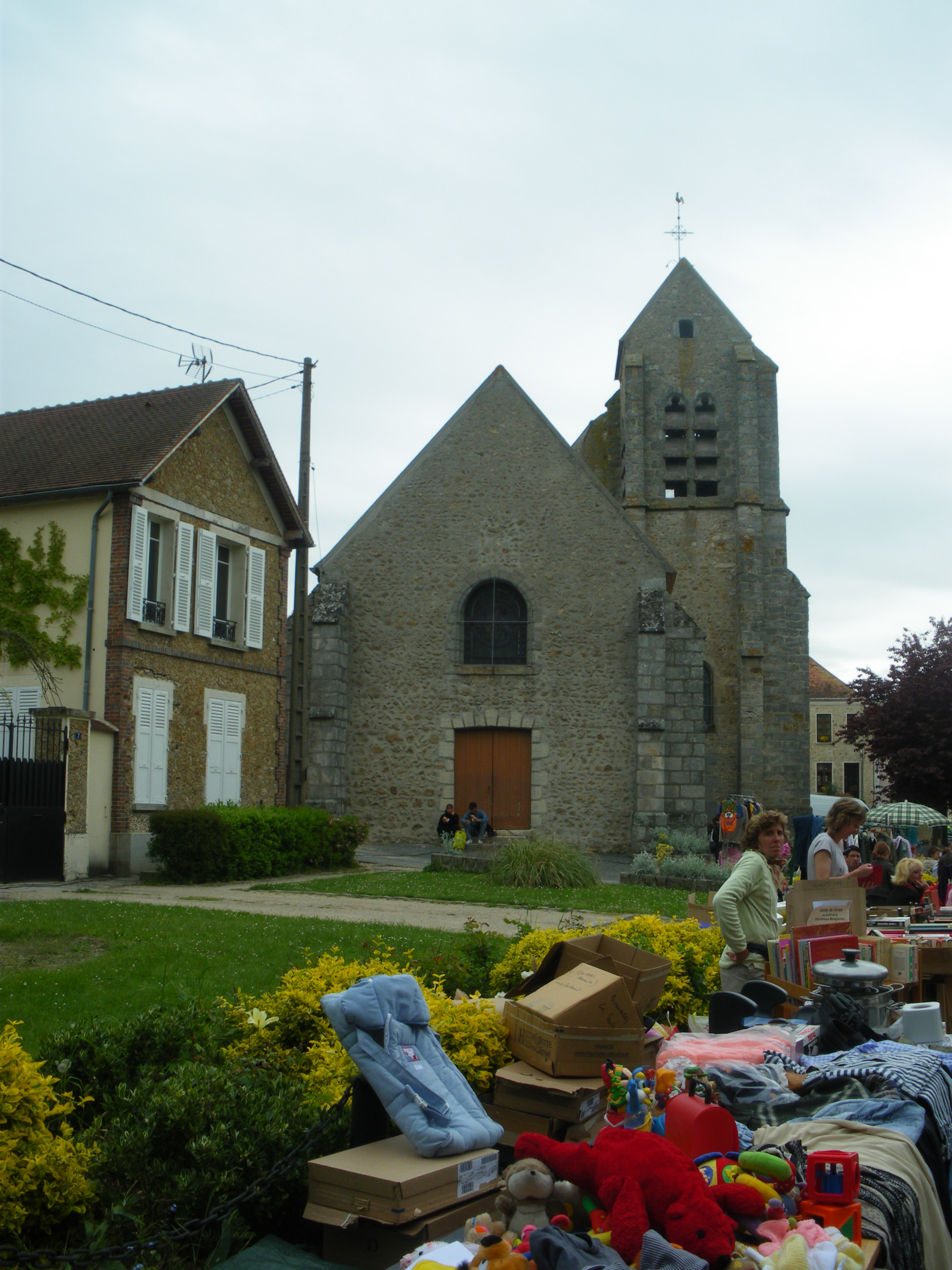
Kerk Saint-Maurice

## Geografie
De oppervlakte van Saint-Maurice-Montcouronne bedraagt 9,0 km², de bevolkingsdichtheid is 151,1 inwoners per km².
De onderstaande kaart toont de ligging van Saint-Maurice-Montcouronne met de belangrijkste infrastructuur en aangrenzende gemeenten.

## Demografie
Onderstaande figuur toont het verloop van het inwonertal (bron: INSEE-tellingen).